# Nikołajewka (rejon kurczatowski)
Nikołajewka (ros. Николаевка) – wieś (ros. деревня, trb. dieriewnia) w zachodniej Rosji, w sielsowiecie kostielcewskim rejonu kurczatowskiego w obwodzie kurskim.

## Geografia
Miejscowość położona jest nad rzeką Prutiszcze, 7 km od centrum administracyjnego sielsowietu kostielcewskiego (Kostielcewo), 22,5 km od centrum administracyjnego rejonu (Kurczatow), 40,5 km od Kurska

## Demografia
W 2010 r. miejscowość zamieszkiwały 122 osoby.